# Grégoire (entreprise)
Pour les articles homonymes, voir Grégoire.

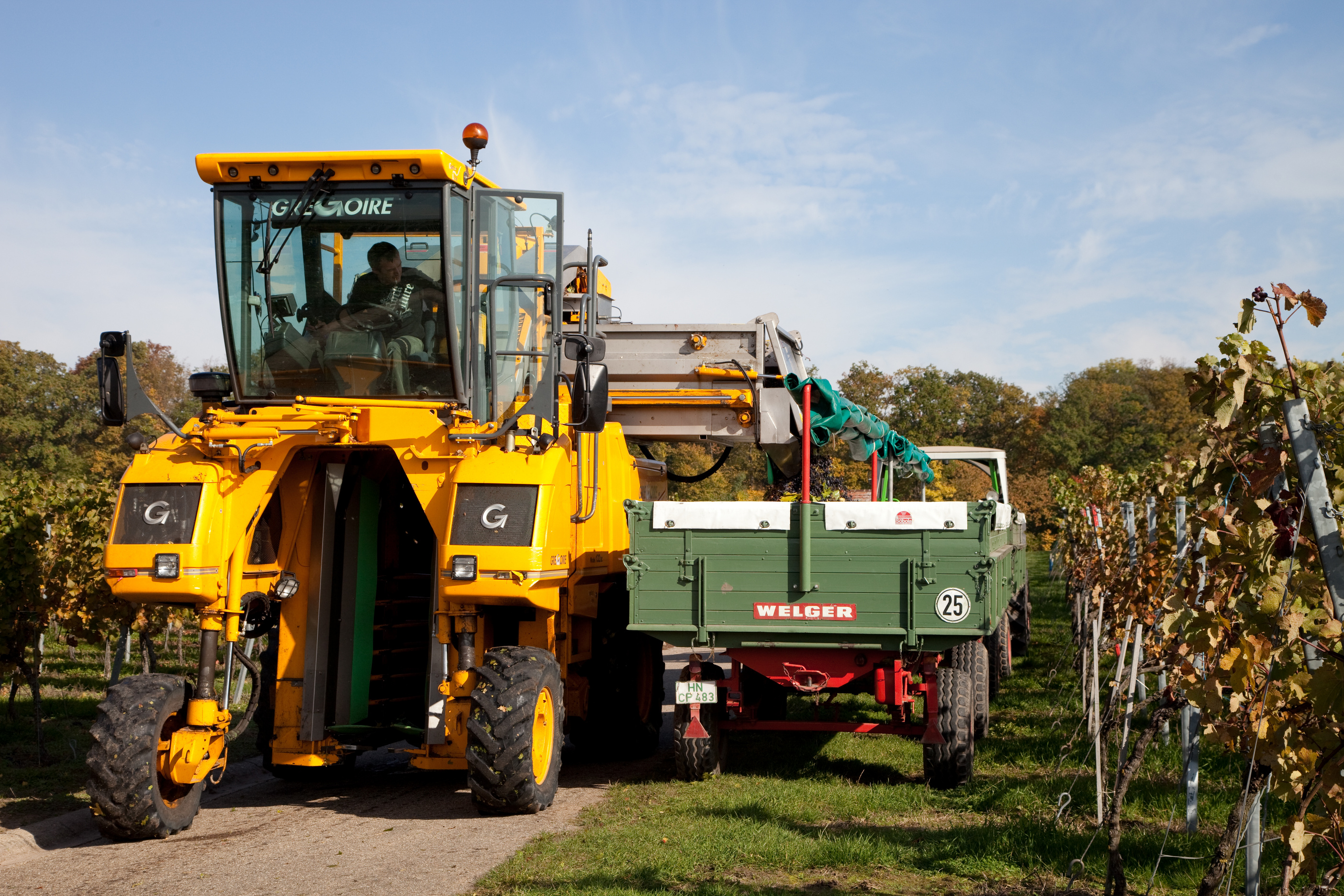
Machine à vendanger Grégoire

La société Grégoire est une entreprise française spécialisée dans la fabrication de machines à vendanger.

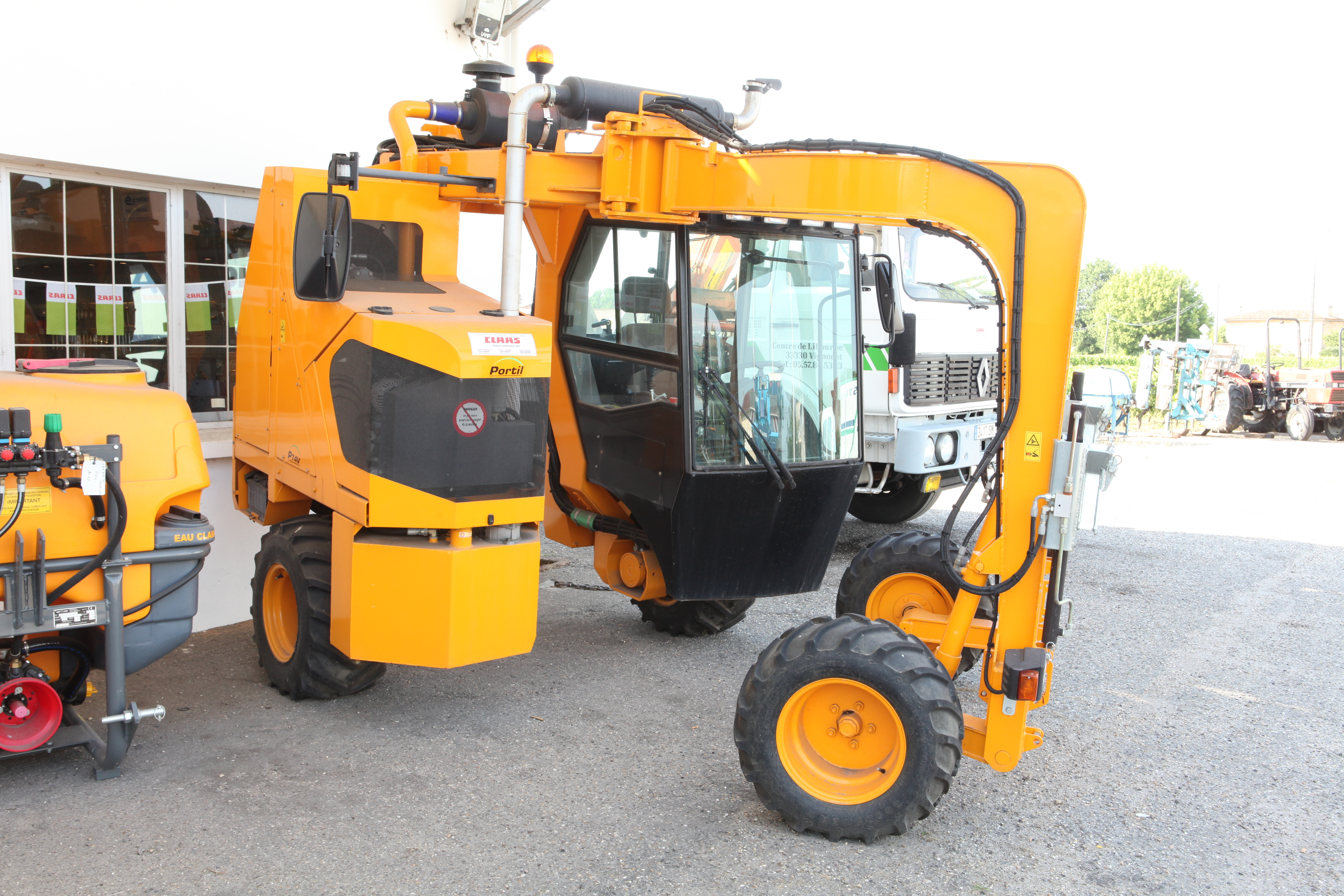
Tracteur enjambeur articulé Grégoire PORTIL P 74V

Créée en 1972 par Edmond Grégoire et son fils James à Cognac, la société se spécialise rapidement dans le matériel de vendange et le travail de la vigne. C'est en 1978 que la société Grégoire présente le premier équipement entièrement de sa conception. La société est devenue, au moment du passage à l'an 2000, leader mondial dans les machines à vendanger. Entre-temps, elle s'est diversifiée dans le domaine de la cueillette des olives.
En 2000, la société familiale cognaçaise, qui a fait de ses machines jaunes son image de marque, passe sous le contrôle du groupe norvégien Kverneland. À la suite de quoi, l’unité de Langon a été rapatriée à Cognac.
En 2007, la société norvégienne Grégoire A/S comprenant la société Grégoire SAS et sa filiale SOCOMAV, spécialiste des machines à vendanger d'occasion, est cotée à la bourse d’Oslo, ce qui lui a permis d'obtenir des ressources financières et une certaine autonomie mais n'a pu s'opposer à son rachat par un fonds d’investissements.
Le 30 juin 2010, le leader mondial des machines à vendanger est vendu au groupe italien SAME Deutz-Fahr-SDF Group, spécialiste des machines agricoles (tracteurs, moissonneuses-batteuses et moteurs) et 3e fabricant mondial avec les marques SAME, Lamborghini, Deutz-Fahr, Hürlimann et Shu-He.
Fidèle à sa politique de management, le groupe italien conserve la marque et investit beaucoup dans l'usine française pour y maintenir et y développer les produits fabriqués. La société comptait 175 salariés au moment de sa vente, elle en compte plus de 190 en 2017 et aucune délocalisation dans la production n'a été opérée.
Grégoire SAS est présent dans 25 pays et revendique 35 % des machines à vendanger dans le monde. Son chiffre d’affaires se situe entre 40 et 50 millions d’euros par an.
En 2016, SDF a fabriqué 42.170 machines agricoles, employait 4.178 salariés dans le monde et a réalisé un chiffre d’affaires de 1.366,2 millions d’euros pour un résultat d’exploitation de 63,02 millions d’euros.
Le fondateur de la société James Grégoire est décédé à l'âge de 64 ans, le 19 décembre 2013, à la suite du crash de l'hélicoptère qu'il pilotait avec à bord, des clients chinois, Lam Kok et son fils Shun Yu, à qui il venait de vendre son domaine viticole Château de la Rivière.